# Водната пещ
Водната пещ е пещера в землището на село Липница, община Ботевград, на 1 km южно от махала Преславица в местността Мечите дупки. Името ѝ е дадено от местното население.
Пещерата представлява криволичеща възходяща галерия с обща дължина 1016 m, в която има река с постоянен дебит. Входът ѝ е в подножието на скален венец има ширина 2,5 m и височина 7 m. Развито е мразовото изветряне, което се простира до 10 m. Наслагите по пода са от чакъл, скални късове и глина.
От пещерните образувания се наблюдават сталагмити, сталактити, сталактони, дендрити, синтри драперии, бисери, пещерко мляко в бял и кафяв цвят. Леснопроходима е по главната ос. Времетраенето за проникване е около 1,5 часа.
Пещерната фауна е представена от прилепи, троглофили и троглоксени.
Според легендата през Второто българско царство защитниците на крепостта Калето са вземали вода от пещерата.
От 19 април 1976 г. пещерата е обявена за природна забележителност, с цел опазване на колонията от прилепи.
Режим на дейностите в пещерата:
- Забранява се да се секат, кастрят и повреждат дърветата, както и да се късат или изкореняват всякакви растения
- Забранява се пашата на какъвто и да е добитък и през всяко време
- Забранява се да се преследването на дивите животни, птиците и техните малки и развалянето на гнездата и леговищата им
- Забранява се да се разкриват кариери за камъни, пясък и пръст, с което се провежда и изменя естествения облик на местността и включително водните течения
- Забранява се чупенето, драскането и повреждането по какъвто и да е начин, сталактити, сталагмити и други скални образувания в пещерите
- Забранява се извеждането на интензивни и голи главни сечи
- Забранява се всякакво строителство
- Разрешава се воденето на санитарна сеч и изваждане престарелите дървета с влошени декоративни качества